# L'amante perduta
L'amante perduta (Model Shop) è un film del 1969 scritto e diretto da Jacques Demy.
Il film è il terzo della trilogia iniziata con Lola - Donna di vita e proseguita con Les Parapluies de Cherbourg, entrambi diretti da Demy.

## Trama
A Los Angeles, George Matthews, un architetto disoccupato, è minacciato di avere la sua macchina sequestrata dalla finanziaria se non riuscirà a pagare 100 dollari in giornata. Dopo aver litigato con la sua fidanzata Gloria, più realistica di lui, su come risolvere il problema, Matthews si mette in moto per cercare di racimolare i soldi necessari. Recatosi a chiedere un prestito a un amico che lavora in un parcheggio a pagamento, Matthews incontra una donna bella ed elegante che ritira una lussuosa macchina, una Mercury e decide di seguirla. La donna si ferma presso una villa signorile sulla collina; Matthews la attende alcuni minuti e poi decide di tornare in città. Si ferma presso un amico che suona nel gruppo musicale degli Spirit il quale gli presta i 100 dollari. Matthews ripassa alla villa e questa volta suona il campanello chiedendo della donna ma gli viene risposto che non c’è nessuno in casa.
Fermatosi a prendere un hamburger la vede per caso passare per strada e la segue nuovamente finché non entra in un model shop, un luogo dove modelle si lasciano fotografare da estranei che possono tenere le foto come ricordo. Matthews, incuriosito, entra e decide di acquistare per 12 dollari il servizio da quindici minuti che può impiegare per scattare le foto; per pagare utilizza il prestito dell’amico musicista. L’incontro si conclude senza che Matthew abbia saputo niente della donna, se non che si fa chiamare Lola.
Matthew passa dalla finanziaria ma ormai i soldi di cui dispone non gli permettono più di saldare il debito, così promette di restituirli entro la serata. Per caso incrocia due amici che lo invitano presso la sede del giornale per il quale lavorano. Qui Matthew telefona ai genitori e scopre che è stato chiamato alle armi e verrà mandato a combattere in Vietnam; deve presentarsi alla leva il lunedì seguente.
Decide di tornare da Lola presso il model shop dove paga per altri 15 minuti; i due questa volta parlano e la donna racconta di essere una francese divorziata che fa la modella in America per raccogliere i soldi che le servono per poter tornare in Francia, dove ha lasciato il figlio. Matthews la invita a bere qualcosa e alla fine i due vanno a casa di lei, dove lui passa la notte. Prima di separarsi Matthews lascia alla donna, che in verità si chiama Cécile, i soldi che gli sono rimasti perché possa pagare il volo per Parigi.
Tornato a casa discute con Gloria che lo lascia.
Matthew telefona a Cécile e la coinquilina gli comunica che la donna è partita presto per la Francia. Mentre è al telefono Matthew vede attraverso la finestra il carro attrezzi della finanziaria che gli porta via la macchina.

## Curiosità
- Il ruolo di George Matthews doveva andare all'allora sconosciuto Harrison Ford, ma la produzione preferì Gary Lockwood, fresco del successo di 2001: Odissea nello spazio[1].
- Il film è visto da Don Draper all'inizio del terzo episodio della settima stagione della serie televisiva Mad Men[2].
- Quentin Tarantino ha dichiarato di essersi ispirato a questo film per la ricostruzione della Hollywood dell'epoca[3] per C’era una volta a… Hollywood.